# Otocinclus mura
Otocinclus mura — вид риб з роду Otocinclus родини Лорікарієві ряду сомоподібні.

## Опис
Загальна довжина сягає 3,6 см. Голова дещо сплощена зверху, трикутної форми. Очі великого розміру. Рот нагадує присоску. Тулуб витягнутий, вкритий дрібними кістковими пластинками, але на череві кісткові пластини чергуються з вільними від них зонами. Черево рівне. Спинний плавець доволі високий, з 1 жорстким променем. Жировий плавець відсутній. Грудні плавці витягнуті. Черевні плавці трохи поступаються останнім. Анальний плавець цільний, з 1 шипом, менший за спинний. Хвостовий плавець витягнутий, розрізаний.
Забарвлення коричнево-охрове, темне у верхній частині, бліде — у нижній. Черево майже без плям. Від кінчика морди через око до основи хвостового плавця проходить доволі темна, майже чорна смуга. Ця смуга більша в області спини та на голові ширша. Грудні плавці з 5 цятками. В основі хвостового плавця є декілька цяток. Хвостовий плавець з 2 темними плямами.

## Спосіб життя
Є демерсальною рибою. Зустрічаються в лісових струмках і заливних луках з каламутною або чорною водою з помірною течією. Тримається невеличкою групою. Живиться зеленими та коричневими водоростями.

## Розповсюдження
Мешкає у низинах басейну Амазонки.